# سو ديفاني
سو ديفاني (بالإنجليزية: Sue Devaney)‏ هي ممثلة بريطانية، ولدت في 2 يوليو 1967 في أشتون أندر لاين ‏ في المملكة المتحدة.

## وصلات خارجية
- سو ديفاني على موقع IMDb (الإنجليزية)
- سو ديفاني على موقع قاعدة بيانات الفيلم (الإنجليزية)